# دوري أبطال إفريقيا للسيدات 2021
بطولة دوري أبطال إفريقيا للسيدات 2021، والمعروفة باسم بطولة توتال إنرجيز لدوري أبطال إفريقيا للسيدات 2021 لأغراض الرعاية، كانت النسخة الافتتاحية من البطولة الإفريقية السنوية لكرة القدم النسائية للأندية التي ينظمها الاتحاد الإفريقي لكرة القدم. أقيمت في القاهرة، مصر من 5 إلى 19 نوفمبر 2021.

## الفرق المؤهلة
تم تشكيل مراحل التأهيل من 6 بطولات تأهيلية للاتحادات الفرعية التي بدأت مع بطولات "الأوناف" لشمال إفريقيا ومنطقة A لغرب إفريقيا في "24 يوليو 2021" وتم الانتهاء منها في "8 سبتمبر 2021". وانتهى التأهيل بتقليص عدد الفرق المشاركة إلى الـ 8 النهائيين والذين تم تشكيلهم من فريق فائز واحد من كل من الاتحادات الفرعية الستة لـ"الاتحاد الإفريقي لكرة القدم" (تم تقسيم اتحاد غرب إفريقيا لكرة القدم إلى منطقتين)، وفريق الدوري الفائز في بلد المستضيف، ولفقط لهذه النسخة، فريق إضافي من الاتحاد الفرعي لـ البطل الحالي لكأس أمم إفريقيا لكرة القدم للسيدات.
| الاتحاد          | الفريق               | طريقة التأهل                         | الظهور |
| ---------------- | -------------------- | ------------------------------------ | ------ |
| مصر              | وادي دجلة (المضيفون) | 2021 بطل الدوري المصري               | 1      |
| المغرب           | الجيش الملكي         | بطولة الاتحاد العربي للشمال الأفريقي | 1      |
| مالي             | ماندي                | بطولة الاتحاد لغرب أفريقيا A         | 1      |
| غانا             | سيدات هاساكاس        | بطولة الاتحاد لغرب أفريقيا B         | 1      |
| نيجيريا          | ريفرز أنجلز          | بطولة الاتحاد لغرب أفريقيا B         | 1      |
| غينيا الاستوائية | ملوك مالابو          | بطولة الاتحاد لوسط أفريقيا           | 1      |
| كينيا            | فيهيكا كوينز         | بطولة الاتحاد لشرق ووسط أفريقيا      | 1      |
| جنوب إفريقيا     | ماميلودي سانداونز    | بطولة الاتحاد لجنوب أفريقيا          | 1      |

## السحب
عُقد سحب لهذه النسخة من البطولة في مقر الاتحاد الإفريقي لكرة القدم في القاهرة، مصر في 29 سبتمبر 2021 الساعة 17:00 توقيت وسط إفريقيا (15:00 UTC). تم وضع الفرق الثمانية المؤكدة في مجموعتين من أربع فرق. كفريق مستضيف للمسابقة، تم تخصيص نادي وادي دجلة للسيدات للمركز A1.

## الملاعب
أقيمت هذه النسخة من البطولة في ملعبيْن في القاهرة؛ ملعب 30 يونيو وستاد السلام.
| ملعب 30 يونيو | ملعب السلام   |
| السعة: 30،000 | السعة: 28،500 |
|               |               |

## الحكام
تم اختيار مجموعات الحكام التالية للبطولة؛

### الحكام
| - سوافيس إيراتونغا - شاهندة سعد المغربي - ليتيسيا فيانا - ليديا تافيسي أبيبي - أيساتا أمادو لام - ماريا باكويتا سيكيلا ريفيت | - بوشرا كربوبي - باتيانس نديدي مادو - ساليما موكاسانجا - أكونا زينيث ماكاليما - فينسنتيا إنيونام أميدومي - درصاف جنواتي |

### الحكام المساعدون
| - كارين أتيزامبونج فومو - يارا عاطف سعيد عبد الفتاح - منى محمود عطا الله مصطفى - ماري نجوغي - بيلاجي ليدوين راكوتوزافينورو - برنادتار كويمبيرا - فانتا إدريسا كونيه | - فيكتوار كوينسي - سكينة حمدي - فتيحة جرموبي - ميميسين أجاثا إيوري - عائشة إيسيو سيسي - هدى أفين - ديانا تشيكوتيشا |

## مرحلة المجموعات
أوقات انطلاق مرحلة المجموعات كانت في توقيت وسط إفريقيا (CAT) (ت ع م+02:00). بسبب جائحة كوفيد-19 والقيود المفروضة على السفر المرتبطة بها، تم لعب المباريات خلف الأبواب المغلقة.

### المجموعة A
| وادي دجلة                                  | 3–1   | ماندي        |
| ------------------------------------------ | ----- | ------------ |
| - الصلح 3' (ركلة.) - دوكوري 9' - أيالا 49' | تقرير | - تراوري 32' |

| مالابو كينغز | 1–3   | سيدات هاساكاس                  |
| ------------ | ----- | ------------------------------ |
| - جبوغو 90'  | تقرير | - بادو 11'، 90+2' - أجيكوم 85' |

| وادي دجلة | 0–3   | مالابو كينغز                           |
| --------- | ----- | -------------------------------------- |
|           | تقرير | - جبوغو 14' (ركلة.)، 41' - بالونغو 58' |

| سيدات هاساكاس                  | 3–0   | ماندي |
| ------------------------------ | ----- | ----- |
| - بادو 17'، 59' - أجيكوم 45+3' | تقرير |       |

| سيدات هاساكاس           | 2–2   | وادي دجلة              |
| ----------------------- | ----- | ---------------------- |
| - نيام 21' - أبيياه 49' | تقرير | - أيالا 9' - الصلح 26' |

| ماندي     | 1–1   | مالابو كينغز |
| --------- | ----- | ------------ |
| - توري 2' | تقرير | - مندوة 80'  |

### المجموعة B
| فيهيكا كوينز | 0–1   | ماميلودي سانداونز |
| ------------ | ----- | ----------------- |
|              | تقرير | - Kgadiete 4'     |

| الجيش الملكي           | 3–0   | ريفرز أنجلز |
| ---------------------- | ----- | ----------- |
| - مسعودي 30'، 73'، 84' | تقرير |             |

| فيهيكا كوينز                | 2–0   | الجيش الملكي |
| --------------------------- | ----- | ------------ |
| - وانيونغ 9' - شيكانغوا 52' | تقرير |              |

| ريفرز أنجلز | 0–1   | ماميلودي سانداونز |
| ----------- | ----- | ----------------- |
|             | تقرير | - Nhlapho 17'     |

| ريفرز أنجلز                                                  | 4–0   | فيهيكا كوينز |
| ------------------------------------------------------------ | ----- | ------------ |
| - Ikechukwu 67' (ركلة.)، 77' (ركلة.) - Koku 80' - Monday 84' | تقرير |              |

| ماميلودي سانداونز | 0–0   | الجيش الملكي |
| ----------------- | ----- | ------------ |
|                   | تقرير |              |

## المرحلة النهائية من البطولة

### الجدول
|  | نصف النهائي            | نصف النهائي       |                     |       | النهائي | النهائي |
|  |                        |                   |                     |       |         |         |
|  | 15 نوفمبر – القاهرة    |                   |                     |       |         |         |
|  |                        |                   |                     |       |         |         |
|  | سيدات هاساكاس          | 2                 |                     |       |         |         |
|  | سيدات هاساكاس          | 2                 | 19 نوفمبر – القاهرة |       |         |         |
|  | الجيش الملكي           | 1                 |                     |       |         |         |
|  | الجيش الملكي           | 1                 | سيدات هاساكاس       | 0     |         |         |
|  | 15 نوفمبر – القاهرة    |                   | سيدات هاساكاس       | 0     |         |         |
|  |                        | ماميلودي سانداونز | 2                   |       |         |         |
|  | ماميلودي سانداونز (ج.) | ماميلودي سانداونز | 2                   | 0 (5) |         |         |
|  | ماميلودي سانداونز (ج.) |                   |                     | 0 (5) |         |         |
|  | مالابو كينغز           | 0 (4)             |                     |       |         |         |
|  | مالابو كينغز           | 0 (4)             | المركز الثالث       |       |         |         |
|  |                        |                   |                     |       |         |         |
|  | 18 نوفمبر – القاهرة    |                   |                     |       |         |         |
|  |                        |                   |                     |       |         |         |
|  | الجيش الملكي           | 3                 |                     |       |         |         |
|  | الجيش الملكي           | 3                 |                     |       |         |         |
|  | ملوك مالابو            | 1                 |                     |       |         |         |

### نصف النهائي
| حساكاس ليديز            | 2–1   | إيه إس فار |
| ----------------------- | ----- | ---------- |
| - بوادوا 36' - بادو 76' | تقرير | - بدري 45' |

| ماميلودي صن داونز                              | 0–0 (ب.و.إ.) | مالابو كينغز                                       |
| ---------------------------------------------- | ------------ | -------------------------------------------------- |
|                                                | تقرير        |                                                    |
| ركلات الترجيح                                  |              |                                                    |
| نلابو · مباني · كغاساغو · مثاندي · إساو · ثوسي | 5–4          | بيلا · بوكوكا · نكي · مورييل ليندا · بايتا · فانتا |

### مباراة تحديد المركز الثالث
| الجيش الملكي                        | 3–1   | ملوك مالابو                            |
| ----------------------------------- | ----- | -------------------------------------- |
| - Tagnaout 10' - Chebbak 61'، 90+2' | تقرير | - كارولينا كونسيساو مارتينز بيريرا 50' |

### النهائي
| سيدات هاساكاس | 0–2   | ماميلودي سانداونز        |
| ------------- | ----- | ------------------------ |
|               | تقرير | - موريفي 33' - مجكوي 65' |

## إحصائيات

### الهدافون
فيما يلي قائمة بأفضل 10 هدافين في المرحلة الرئيسية من هذه النسخة من البطولة:
| الترتيب | اللاعب                           | الفريق            | الأهداف |
| ------- | -------------------------------- | ----------------- | ------- |
| 1       | إيفيلين بادو                     | سيدات هاساكا      | 5       |
| 2       | ستيفاني جبوجو                    | مالابو كينغز      | 3       |
| 2       | سناء مسعودي                      | الجيش الملكي      | 3       |
| 4       | نوهى الصلح                       | وادي دجلة         | 2       |
| 4       | فاتوماتا دوكوره                  | وادي دجلة         | 2       |
| 4       | جاسمين تيريزا "أيالا" زاتشويجا   | وادي دجلة         | 2       |
| 4       | بيربيشوال أجيكوم                 | سيدات هاساكا      | 2       |
| 4       | غزلان الشباك                     | الجيش الملكي      | 2       |
| 4       | فيفيان أوبيانوجوان إيكيتشوكو     | ريفرز أنجلز       | 2       |
| 10      | كارولينا كونسيساو مارتينز بيريرا | مالابو كينغز      | 1       |
| 10      | مورييل ليندا ميندوآ              | مالابو كينغز      | 1       |
| 10      | غريس بالونغو                     | مالابو كينغز      | 1       |
| 10      | دوريس بودوا                      | سيدات هاساكا      | 1       |
| 10      | فاستينا نيامي                    | سيدات هاساكا      | 1       |
| 10      | فيرونيكا أبيا                    | سيدات هاساكا      | 1       |
| 10      | جينتريكس شيكانغوا                | فيهيغا كوينز      | 1       |
| 10      | فيوليت وانيواني                  | فيهيغا كوينز      | 1       |
| 10      | أوا تراوري                       | ماندي             | 1       |
| 10      | باسيرا توري                      | ماندي             | 1       |
| 10      | نجاة بدري                        | الجيش الملكي      | 1       |
| 10      | فاطمة الزهراء تكناوت             | الجيش الملكي      | 1       |
| 10      | أولوادميلولا إيابو كوكو          | ريفرز أنجلز       | 1       |
| 10      | جيفت موندياي                     | ريفرز أنجلز       | 1       |
| 10      | ميليندا كجاديت                   | ماميلودي صن داونز | 1       |
| 10      | أنديسيوي مغوي                    | ماميلودي صن داونز | 1       |
| 10      | تشوين موريفي                     | ماميلودي صن داونز | 1       |
| 10      | زانيل نلهابو                     | ماميلودي صن داونز | 1       |

### تشكيلة مرحلة المجموعات
اختارت مجموعة الدراسة الفنية لبطولة دوري أبطال إفريقيا للسيدات التابعة للاتحاد الأفريقي لكرة القدم اللاعبين الأحد عشر التالية أسماؤهم كتشكيلة مرحلة المجموعات:

#### أفضل أحد عشر لاعبا
| Pos.      | اللاعب               | الفريق            |
| --------- | -------------------- | ----------------- |
| GK        | أسا رابالاو          | ماميلودي سانداونز |
| المدافعون | بامباناني مباني      | ماميلودي سانداونز |
| المدافعون | جانيت إجيير          | سيدات هاساكاس     |
| المدافعون | زانيل نالفو          | ماميلودي سانداونز |
| المدافعون | بيربتوال أجيكوم      | سيدات هاساكاس     |
| MF        | غريس مفوامبا         | ملوك مالابو       |
| MF        | إيفيلين بادو         | سيدات هاساكاس     |
| MF        | غزلان الشهيري        | الجيش الملكي      |
| FW        | فاطمة الزهراء تكناوت | الجيش الملكي      |
| FW        | سناء مسعودي          | الجيش الملكي      |
| FW        | Jasmín Zachwieja     | وادي دجلة         |

#### جوائز مرحلة المجموعات
قامت مجموعة الدراسة الفنية لـCAF Women's Champions League باختيار ما يلي كأفضل مرحلة المجموعات:
| الجائزة         | اللاعبة/المدرب | الفريق           |
| --------------- | -------------- | ---------------- |
| أفضل لاعبة      | إيفيلين بادو   | سيدات هاساكاس    |
| أفضل حارسة مرمى | أنديل دلاميني  | ماميلودي صنداونز |
| أفضل مدرب       | يوسف باسيج     | سيدات هاساكاس    |

### تشكيلة البطولة
اختارت مجموعة الدراسة الفنية لدوري أبطال سيدات الCAF اللاعبين الأحد عشر التاليين كتشكيلة لهذه النسخة من البطولة.

#### أفضل أحد عشر
| المركز | اللاعب               | الفريق            |
| ------ | -------------------- | ----------------- |
| GK     | أنديل دلاميني        | ماميلودي صن داونز |
| DF     | بامباناني مباني      | ماميلودي صن داونز |
| DF     | جانيت إيجير          | هاساكاس ليديز     |
| DF     | زانيلي نلاغو         | ماميلودي صن داونز |
| DF     | بيربيتوال أجيكوم     | هاساكاس ليديز     |
| MF     | فاطمة دحموس          | الجيش الملكي      |
| MF     | إيفيلين بادو         | هاساكاس ليديز     |
| MF     | غزلان الشهيري        | الجيش الملكي      |
| FW     | فاطمة الزهراء تكناوت | الجيش الملكي      |
| FW     | سناء مسعودي          | الجيش الملكي      |
| FW     | دوريس بوادووا        | هاساكاس ليديز     |

#### جوائز البطولة
اختارت مجموعة الدراسة الفنية لدوري أبطال إفريقيا للسيدات التالية كأفضل ما في البطولة.
| الجائزة         | اللاعبة       | الفريق            |
| --------------- | ------------- | ----------------- |
| أفضل لاعبة      | إيفيلين بادو  | سيدات هاساكاس     |
| هدافة البطولة   | إيفيلين بادو  | سيدات هاساكاس     |
| أفضل حارسة مرمى | أنديل دلاميني | ماميلودي صن داونز |

## الترتيب النهائي
وفقًا للعرف الإحصائي في كرة القدم، تُحسب المباريات التي تم تحديدها في الوقت الإضافي كفوز وخسارة، بينما تُحسب المباريات التي تم تحديدها من خلال ركلات الترجيح كتعادل.
| مركز                       | فريق                 | لعب | ف | ت | خ | نقاط | أ.له | أ.ع | ف.أ |
| -------------------------- | -------------------- | --- | - | - | - | ---- | ---- | --- | --- |
| 1                          | ماميلودي صنداونز     | 5   | 3 | 2 | 0 | 11   | 4    | 0   | +4  |
| 2                          | هاساكاز سيدات        | 5   | 3 | 1 | 1 | 10   | 10   | 6   | +4  |
| 3                          | الجيش الملكي للسيدات | 5   | 2 | 1 | 2 | 7    | 7    | 5   | +2  |
| 4                          | مالابو كينجز         | 5   | 1 | 2 | 2 | 5    | 6    | 7   | -1  |
| الإقصاء في مرحلة المجموعات |                      |     |   |   |   |      |      |     |     |
| 5                          | وادي دجلة            | 3   | 1 | 1 | 1 | 4    | 5    | 6   | -1  |
| 6                          | ريفرز أنجيلز         | 3   | 1 | 0 | 2 | 3    | 4    | 4   | 0   |
| 7                          | فيهغا كوينز          | 3   | 1 | 0 | 2 | 3    | 2    | 5   | -3  |
| 8                          | AS ماندي             | 3   | 0 | 1 | 2 | 1    | 2    | 7   | -5  |

## وصلات خارجية
- الموقع الرسمي